# Juan Peñalosa y Benavides
Juan Peñalosa y Benavides (Molina de Aragón, ¿1625? - Lima, 1 de marzo de 1709) fue un magistrado y político español que estuvo provisionalmente a cargo del gobierno del Virreinato del Perú como presidente de la Real Audiencia de Lima, entre 1705 y 1707.

## Biografía
Fue hijo de Juan de Peñalosa y Jerónima Manuela de Benavides. Pasó a América, tras ser nombrado fiscal de la Real Audiencia de Quito en 1660. En 1671 pasó a ocupar el mismo cargo en la Audiencia de Lima, ascendiendo en 1676 a oidor. En 1693 fue comisionado para efectuar la visita de la Real Hacienda y recaudar el derecho de lanzas y medias anatas. En 1694 fue nombrado presidente de la Real Audiencia de Panamá pero declinó  asumir tal función. Una provisión real de 1697 le nombró gobernador de Huancavelica, pero el virrey Melchor Portocarrero lo dejó sin efecto al considerar que su reconocida probidad era más necesaria en la Audiencia. 
Al fallecer el virrey asumió la presidencia de la Real Audiencia, por ser el oidor más antiguo, el 22 de septiembre de 1705. Simultáneamente asumió el gobierno del Virreinato, hasta el 7 de julio de 1707, cuando llegó el nuevo virrey, el Marqués de Castell-dos-Rius.
Luego se encargó de sustanciar el Juicio de residencia que debió rendir el virrey Portocarrero. En reconocimiento a sus servicios, se le otorgó el título honorario de Consejero de Su Majestad (4 de abril de 1708). 

## Gobierno de la Audiencia de Lima (1705-1707)
El gobierno provisorio de la Audiencia Gobernadora de Lima, presidida por Juan Peñalosa y Benavides, se prolongó durante un año y nueve meses. Eran los años en los que, al otro lado del mundo, en suelo europeo, se producía la guerra de sucesión española y se gestaba una nueva era para las colonias hispanoamericanas. Francia y España se hallaban entonces regidas por la misma dinastía, la Borbónica, motivo del conflicto con las otras potencias europeas, y los buques franceses llegaban a las costas de América hispana dispuestos a comerciar. Sin embargo, el Tribunal del Consulado de Lima se oponía a ello, ya que el comercio francés hacía bajar los precios de las mercaderías, y naturalmente, eso iba en contra de la economía de la Corona. La Audiencia hizo todo lo posible para frenar dicho comercio y el consiguiente contrabando, y al llegar el nuevo virrey, Marqués de Castell-dos-Rius, le presentó una relación donde se congratulaban, tal vez en exceso, de haber evitado la introducción en Lima de la mercadería traída en las naves francesas y de haber incautado algunos contrabandos de ropa que habían llegado hasta una ciudad tan interior como Huamanga. Este problema trajo serio malestar al nuevo Virrey, que sería acusado de estar involucrado en el contrabando.